# Albert Brödersdorff
Albert Brödersdorff (* 3. Februar 1876; † nach 1934) war ein deutscher Journalist und Politiker (Freie Wirtschaftliche Vereinigung).
Brödersdorff war der Sohn eines Kirchenkassen-Rendanten und Amtssekretärs in Neufalz. Er besuchte die Volksschule und das Realgymnasium und studierte in Straßburg Volkswirtschaftslehre. Danach wurde er Redakteur und Schriftsteller. Er war Journalist für führende großstädtische Zeitungen im Rheinland, Mitteldeutschland und Bayern. Ab 1912 war er Redakteur der Danziger Neuesten Nachrichten.
In der Freien Stadt Danzig schloss er sich der FWV an. 1920 bis 1923 gehörte er dem Volkstag an.

## Werke
- Die Entstehung der Freien Stadt Danzig : 5 Aufsätze, 1930
- 40 Jahre Danziger Neueste Nachrichten : 1894, 15. Sept.–15. Sept. 1934 ; Vier Jahrzehnte Danzig